# Мироненко, Иван Филиппович
Иван Филиппович Мироненко (1925—?) — гвардии красноармеец Рабоче-крестьянской Красной Армии, участник Великой Отечественной войны, Герой Советского Союза (1944), лишён звания в 1949 году.

## Биография
Иван Мироненко родился в 1925 году. Окончил 7 классов. В 1942 году он добровольно пошёл на службу в Рабоче-крестьянскую Красную Армию Витебским районным военным комиссариатом Витебской области Белорусской ССР. Служил в должности стрелка 1-го стрелкового батальона 313-го гвардейского стрелкового полка 110-й гвардейской стрелковой дивизии. Участвовал в боях на Степном и 2-м Украинском фронтах. Дважды был тяжело ранен: 12 декабря 1942 года и 11 февраля 1943 года. Отличился во время форсирования реки Днестр.
5 апреля 1944 года, во время форсирования Днестра в районе села Цыбулёвка, Мироненко первым из своего подразделения переправился через реку под огнём миномётов и пулемётов противника. На другом берегу реки он подобрался к немецким пулемётным точкам и гранатами уничтожил четыре из них вместе с обслугой. Во время отражения контратак противника Мироненко гранатой подбил бронетранспортёр и лично уничтожил 14 вражеских солдат и офицеров.
Указом Президиума Верховного Совета СССР от 13 сентября 1944 года за «образцовое выполнение заданий командования на фронте борьбы с немецкими захватчиками и проявленные при этом отвагу и геройство» гвардии красноармеец Иван Мироненко был удостоен высокого звания Героя Советского Союза с вручением ордена Ленина и медали «Золотая Звезда».
После окончания войны Мироненко продолжил службу в Советской Армии, служил на территории Венгрии. В марте 1947 года совместно с четырьмя сослуживцами самовольно покинул расположения части. Взяв такси и убив водителя, дезертиры угнали машину в Будапешт, намереваясь продать её, но были задержаны. 13 мая 1947 года военный трибунал гарнизона советских войск в Будапеште приговорил Мироненко к 10 годам лишения свободы.
Указом Президиума Верховного Совета СССР от 25 января 1949 года Мироненко был лишён звания Героя Советского Союза. Дальнейшая судьба не установлена.